# HLR 77

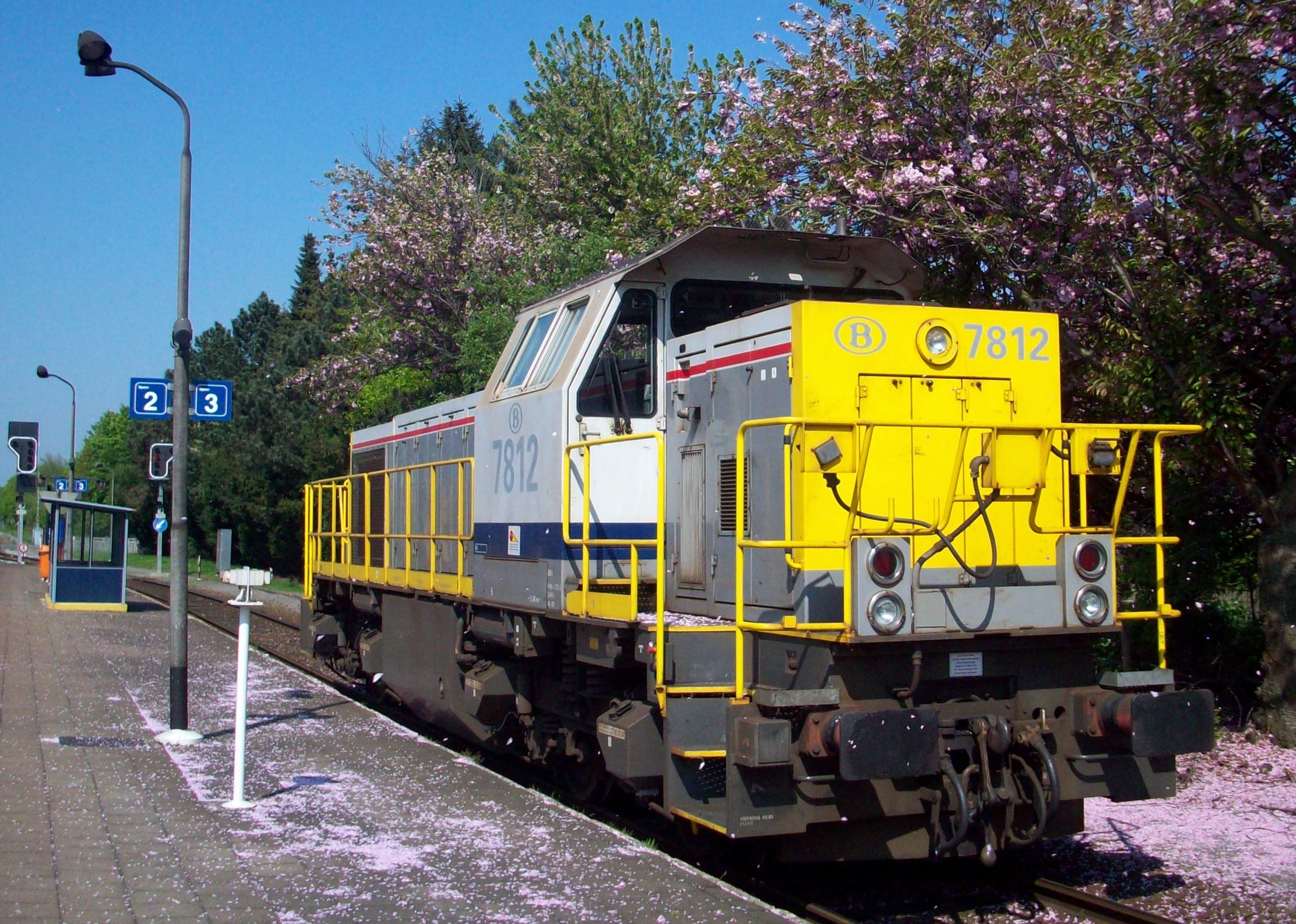
HLR 77 te Wondelgem

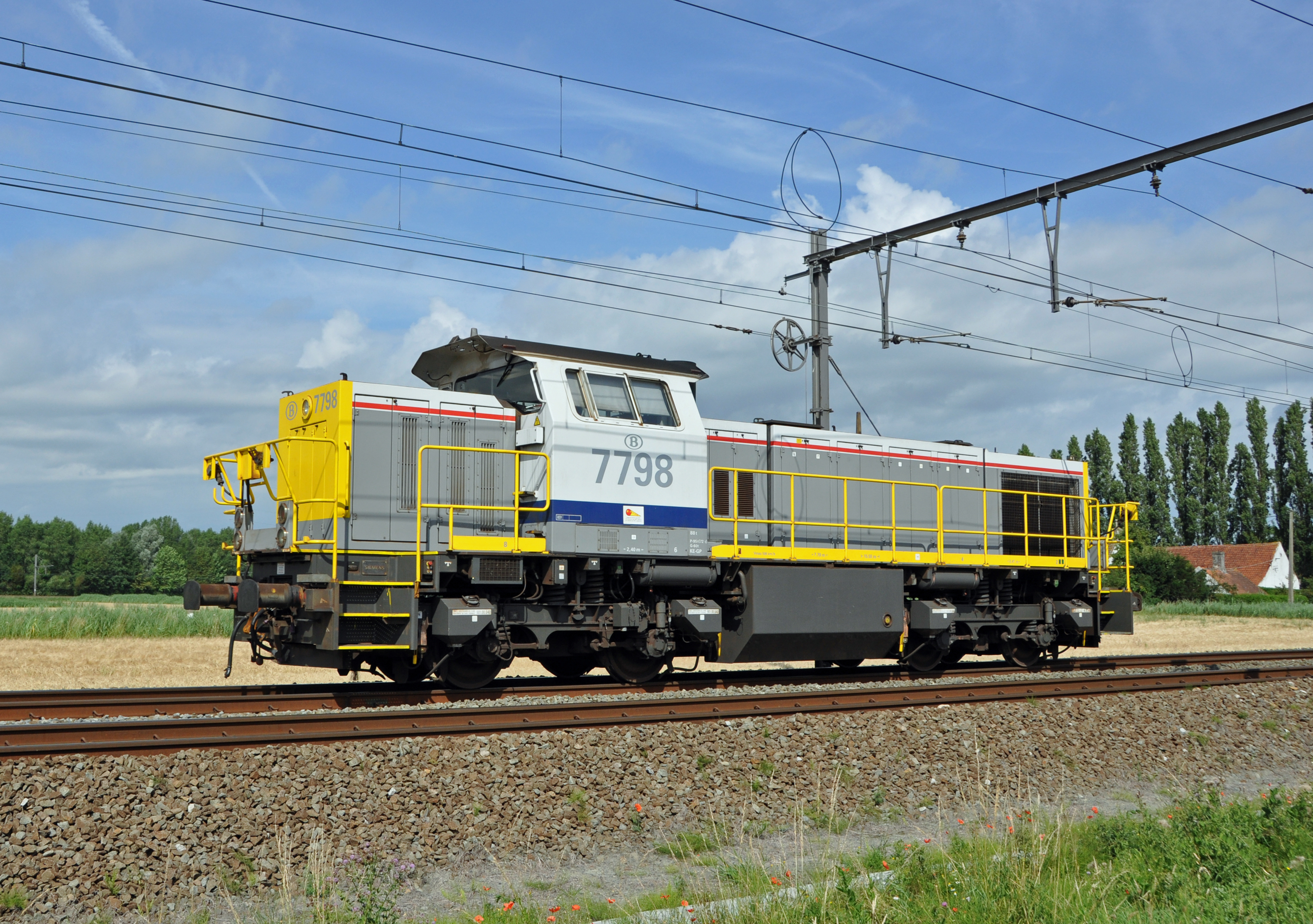
HLR 7798 op de lijn Brugge-Zeebrugge

De HLR 77 is een reeks van dieselhydraulische rangeerlocomotieven van de NMBS. De diesellocomotieven zijn gefabriceerd door Siemens-Vossloh in Kiel en zijn gebaseerd op het type G 1205 van Maschinenbau Kiel (MaK). Er zijn 170 exemplaren geleverd. Ze waren zowel bedoeld voor de rangeerdienst als voor de goederenlijndienst, maar niet voor de reizigersdienst.

## Geschiedenis
In 1997 werd een eerste schijf van 90 locomotieven besteld bij Siemens. De eerste locomotief werd geleverd op 5 oktober 1999 in Antwerpen-Noord. Het was dan 22 jaar geleden dat de NMBS nog nieuwe diesellocomotieven had gekocht. Door de goede resultaten van deze locomotieven bestelde de NMBS in juni 2001 een tweede schijf van 80 locomotieven, wat het totaal op 170 locomotieven brengt. Daarmee wordt het type 77 doorgenummerd naar 78. Er waren plannen om het locomotievenpark uit te breiden tot 250 van deze locomotieven, maar de bestelling werd nooit geplaatst.
In 1999 werden de eerste locomotieven ingezet in het vormingsstation Antwerpen-Noord. Alle nieuwe locomotieven kwamen ook eerst naar Antwerpen-Noord, om van daaruit verspreid te worden over drie andere grote vormingsstations in België: Monceau (begin 2001), Kinkempois (midden 2001) en Merelbeke-Vorming (begin 2002). Hier werden ze ingezet ter vervanging van reeks 51 en reeks 62. In 2004 werd de laatste locomotief van reeks 62 vervangen.

## Uitrusting
De HLR 77 is uitgerust met een totaal vernieuwde bestuurderscabine. In de vier hoeken van de cabine zijn stuurtafels aangebracht, 2 stuurtafels aan de linkerzijde voor de lijndienst (1 in elke richting) en 2 hulpstuurtafels voor de rangeerdienst (ook 1 in elke richting). De cabine is voorzien van alle comfort. De locomotieven kunnen in treinschakeling gekoppeld worden, tot 3 locomotieven tegelijkertijd.

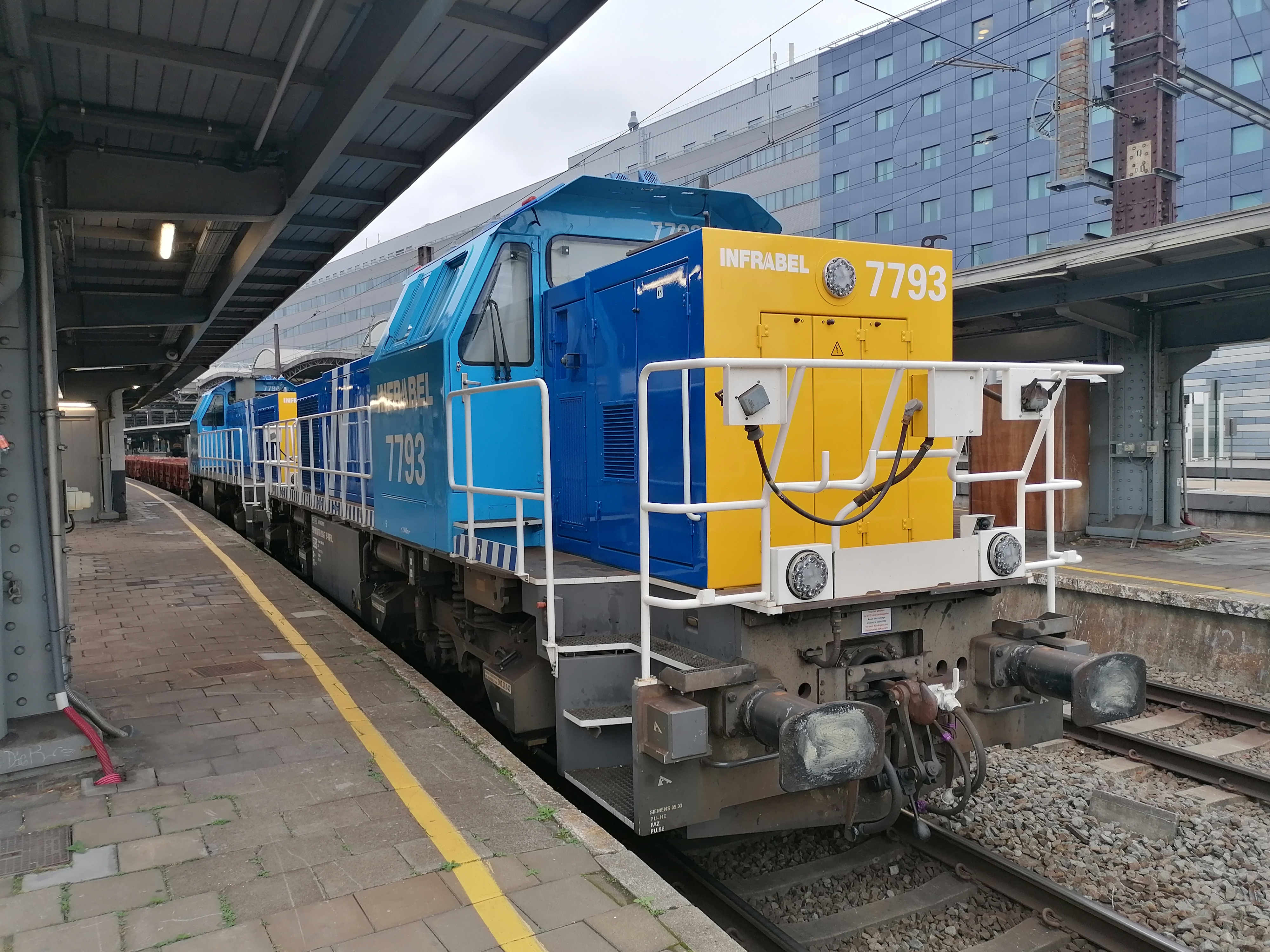
HLR 7793 in Infrabel-kleurstelling in Brussel-Zuid

## Bijzonderheden
- Bijna alle locomotieven hebben een naam gekregen - zie verder;
- Alle locomotieven zijn uitgerust met een boordradio.
- Locomotieven 7701 tot 7708 zijn uitgerust met Automatische Afstands Radio AAR, deze kunnen bestuurd worden vanuit het seinhuis. Deze worden gebruikt op de rangeerheuvel te Antwerpen-Noord.
- Locomotieven 7709 tot 7770 en 7791 tot 7865 zijn uitgerust met Manuele Afstands Radio MAR, deze kunnen bestuurd worden met afstandsbediening.
- Locomotieven 7701 tot 7718 zijn uitgerust met een BSI-rangeerkoppeling voor op rangeerheuvels. Hierdoor zijn deze locomotieven niet toegelaten op het Nederlandse spoorwegnet.
- 25 locomotieven zijn bedoeld om op de IJzeren Rijn te gaan rijden, 7771 tot 7790 en 7866 tot 7870. Zij zijn dus uitgerust met bijkomende veiligheidssystemen (ATB en PZB) om op het Nederlandse en het Duitse spoorwegnet te kunnen rijden.
- Om de zichtbaarheid te verbeteren, werden bij locomotieven 7721, 7722, 7723, 7724, 7741 en ook bij de locomotieven 7756 tot 7790 de ventilatierooster verlaagd. Zij hebben ook een verlaagde opstap gekregen.
- Omdat de seinen in Nederland lager bij de grond staan (en ook aan de andere kant dan in België), mogen de locomotieven in Nederland alleen maar rijden in treinschakeling met de lange neuzen naar mekaar (zodat de korte neuzen naar de buitenkant wijzen om het zicht naar rechts te verbeteren).
- Locomotief 7870 (de laatste locomotief uit de reeks) werd niet als laatste geleverd, maar kreeg voorrang bij de productie om toch tijdig geleverd te kunnen worden.
- In 2012, het jaar na de afsplitsing en privatisering van goederendivisie B-Cargo, werd het B-logo op de meeste locomotieven verwijderd. NMBS Logistics, zoals B-Cargo vanaf dan ging heten, kreeg bijna de gehele reeks 77 in haar bezit.
- Zowel NMBS (onderhoudsdivise B-Technics) als Infrabel hebben inmiddels meerdere locomotieven teruggekocht en voorzien van eigen logo's. NMBS gebruikt de HLR77 voor rangeringen in de diverse tractiewerkplaatsen, bij Infrabel komt hij in actie voor werktreinen.
- Nadat het vroegere B-Logistics in 2017 haar naam veranderde in Lineas, werd er een begin gemaakt met het aanbrengen van de nieuwe kleuren van dit bedrijf, zwart, groen en wit. Voor het eerst rijden er daardoor 77'en rond die niet langer de geel-grijze huisstijl van NMBS hebben.
- Locomotief 7743 kreeg begin juli 2020 een iets afwijkende kleurstelling, waarbij de toegangsluiken van de motorkappen nu volledig in het grijs zijn (de rode lijn loopt nu iets hoger). Dat vergemakkelijkt het schilderwerk.[1]

## Toekomst
Zware lijngoederendiensten werden op het Belgische spoorwegnet gereden met HLD 55-locomotieven. Omdat deze locomotievenreeks verouderde en de HLR 77 niet krachtig genoeg is om bijvoorbeeld zware kolen- en staaltreinen te trekken, kijkt de NMBS rond om nieuwe lijndiesels aan te kopen. Tevens zijn er enkele HLD 55-locomotiven vernieuwd om de zware treinen te trekken.
De goederentreinen met onderdelen voor de assemblage van Volvo personenauto's uit Göteborg worden tussen Bad Bentheim en Gent sind kort niet meer gereden door locomotieven van deze reeks maar door locomotieven van de reeks HLE 28.

## Benamingen
| Locomotief | Naam       |
| ---------- | ---------- |
| 7701       | Alibi      |
| 7702       | Alpha      |
| 7703       | Bakoe      |
| 7704       | Bamako     |
| 7705       | Bangkok    |
| 7706       | Barracuda  |
| 7707       | Bilbao     |
| 7708       | Borneo     |
| 7709       | Bravo      |
| 7710       | Buffalo    |
| 7711       | Calcutta   |
| 7712       | Calypso    |
| 7713       | Capri      |
| 7714       | Cargo      |
| 7715       | Chicago    |
| 7716       | Cobra      |
| 7717       | Columbia   |
| 7718       | Córdoba    |
| 7719       | Dakar      |
| 7720       | Delta      |
| 7721       | Diamant    |
| 7722       | Domino     |
| 7723       | Echo       |
| 7724       | Edelweiss  |
| 7725       | El Paso    |
| 7726       | Florac     |
| 7727       | Granada    |
| 7728       | Java       |
| 7729       |            |
| 7730       |            |
| 7731       |            |
| 7732       | Albatros   |
| 7733       | Athena     |
| 7734       | Atlanta    |
| 7735       | Arizona    |
| 7736       | Bolero     |
| 7737       | Colorado   |
| 7738       | Cosmos     |
| 7739       | Dakota     |
| 7740       | Etna       |
| 7741       | Everest    |
| 7742       | Hercules   |
| 7743       | Iris       |
| 7744       | Jupiter    |
| 7745       | Kenia      |
| 7746       | Lima       |
| 7747       | Málaga     |
| 7748       | Mars       |
| 7749       | Mexico     |
| 7750       | Mikado     |
| 7751       | Miranda    |
| 7752       | Mistral    |
| 7753       | Napoli     |
| 7754       | Omega      |
| 7755       | Palma      |
| 7756       | Panama     |
| 7757       | Piranha    |
| 7758       | Polka      |
| 7759       | Rubis      |
| 7760       | Saphir     |
| 7761       | Sirrocco   |
| 7762       | Sumatra    |
| 7763       | Tango      |
| 7764       | Toledo     |
| 7765       | Tripoli    |
| 7766       | Uranus     |
| 7767       | Vanranstis |

Lijst verder aan te vullen.